# Lauraceae
Le Lauracee (Lauraceae Juss.) sono una famiglia di angiosperme arboree e arbustive dell'ordine Laurales, diffuse prevalentemente nelle regioni tropicali e subtropicali.
Le specie più note sono il lauro o alloro (Laurus nobilis), la canfora (Cinnamomum camphora), la cannella (Cinnamomum zeylanicum), il sassofrasso (Sassafras albidum), l'avocado (Persea americana).

## Descrizione
Sono piante aromatiche, per lo più sempreverdi, fatta eccezione per alcuni generi come Sassafras formato da piante decidue e Cassytha formato da piante parassite rampicanti.
I tessuti corticali e fogliari contengono numerose cellule mucipare ed oleifere con oli essenziali eterei. I fiori sono verdi o bianchi, riuniti in infiorescenze. I frutti sono bacche o drupe.

## Distribuzione e habitat
La famiglia è ampiamente diffusa nella fascia tropicale del Vecchio e Nuovo Mondo nonché nel bacino del Mediterraneo.
Nelle isole della Macaronesia esiste una tipologia di foresta sempreverde a predominanza di Lauracee nota come laurisilva ("foresta di lauri"). 
Queste formazioni sono una preziosa reliquia delle foreste plioceniche subtropicali che originariamente coprivano anche buona parte del bacino del Mediterraneo, quando il clima della regione era più umido. Due specie tipiche della laurisilva, l'alloro (Laurus nobilis) e l'agrifoglio (Ilex aquifolium), rimangono molto comuni nella parte meridionale dell'Europa.

## Tassonomia
La famiglia comprende i seguenti generi:
- Actinodaphne Nees
- Adenodaphne S.Moore
- Aiouea Aubl.
- Alseodaphne Nees
- Alseodaphnopsis H.W.Li & J.Li
- Aniba Aubl.
- Aspidostemon Rohwer & H.G.Richt.
- Beilschmiedia Nees
- Caryodaphnopsis Airy Shaw
- Cassytha L.
- Chlorocardium Rohwer, H.G.Richt. & van der Werff
- Cinnadenia Kosterm.
- Cinnamomum Schaeff.
- Clinostemon Kuhlm. & Samp.
- Cryptocarya R.Br.
- Damburneya Raf.
- Dehaasia Blume
- Dicypellium Nees & Mart.
- Dodecadenia  Nees
- Endiandra R.Br.
- Endlicheria Nees
- Eusideroxylon Teijsm. & Binn.
- Hexapora Hook.f.
- Hypodaphnis Stapf
- Kubitzkia van der Werff
- Laurus L.
- Licaria Aubl.
- Lindera Thunb.
- Litsea Lam.
- Machilus Nees
- Mespilodaphne Nees
- Mezilaurus Kuntze ex Taub.
- Nectandra Rol. ex Rottb.
- Neocinnamomum H.Liu
- Neolitsea Merr.
- Nothaphoebe Blume
- Ocotea Aubl.
- Paraia Rohwer, H.G.Richt. & van der Werff
- Parasassafras D.G.Long
- Persea Mill.
- Phoebe Nees
- Phyllostemonodaphne Kosterm.
- Pleurothyrium Nees
- Potameia Thouars
- Potoxylon Kosterm.
- Rhodostemonodaphne Rohwer & Kubitzki
- Sassafras L. ex Nees
- Sextonia van der Werff
- Sinopora J.Li, N.H.Xia & H.W.Li
- Sinosassafras
- Syndiclis Hook.f.
- Triadodaphne Kosterm.
- Umbellularia Nutt.
- Urbanodendron Mez
- Williamodendron Kubitzki & H.G.Richt.
- Yasunia van der Werff

### Alcune specie

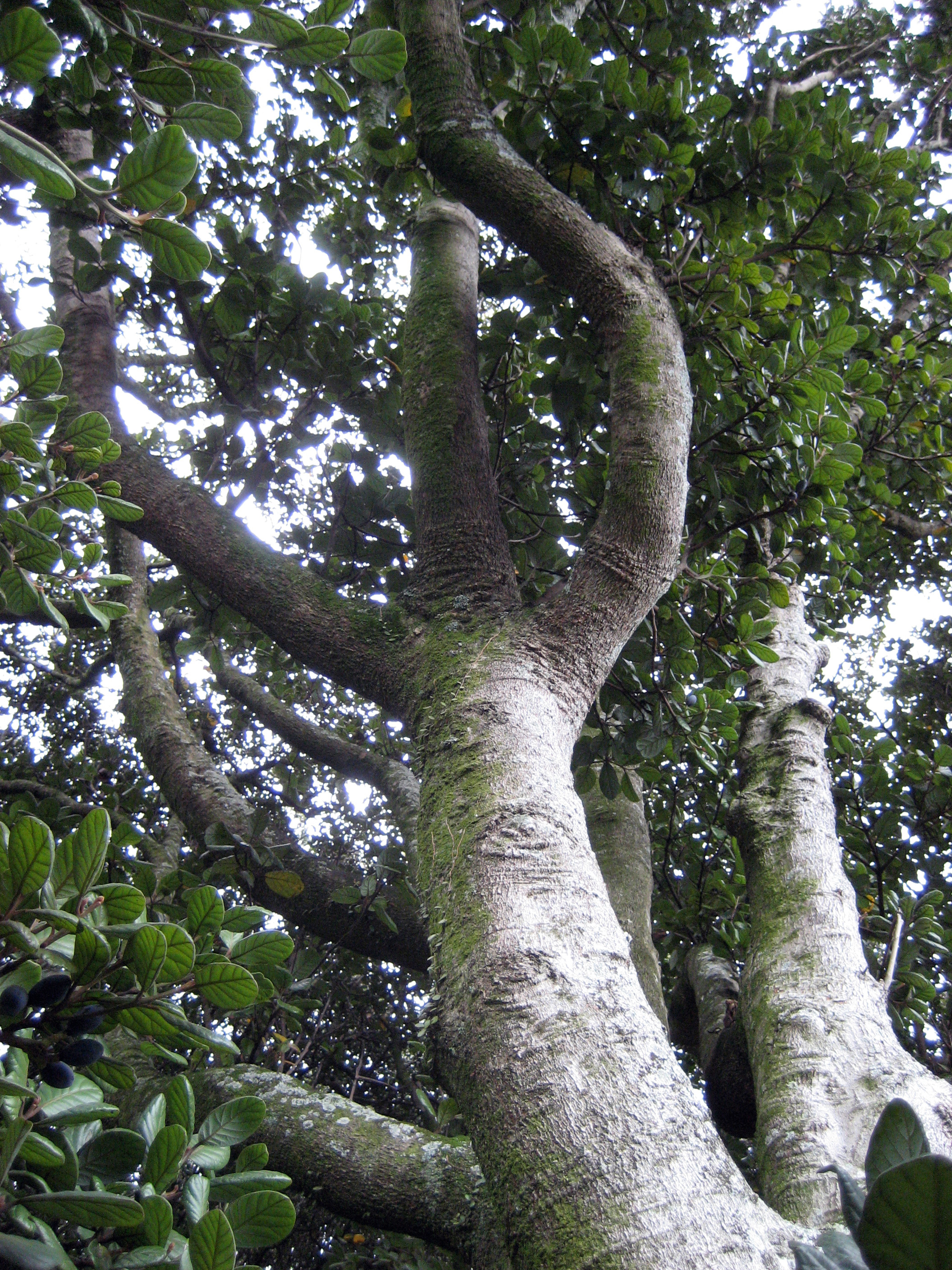
Beilschmiedia tarairi
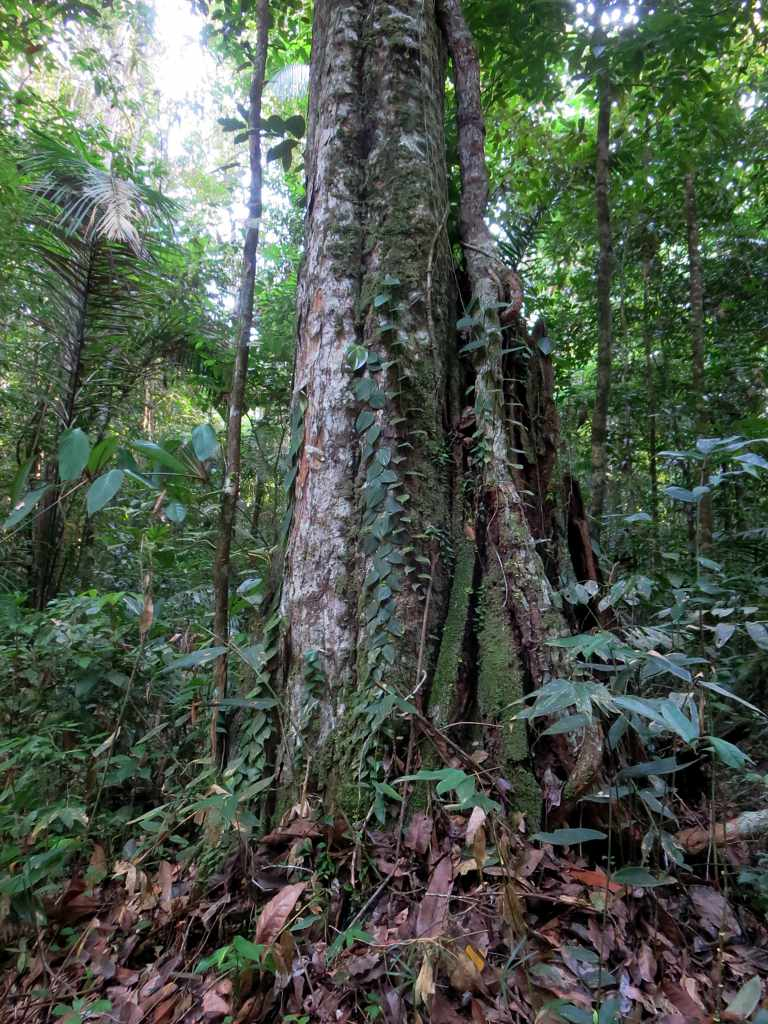
Chlorocardium rodiei
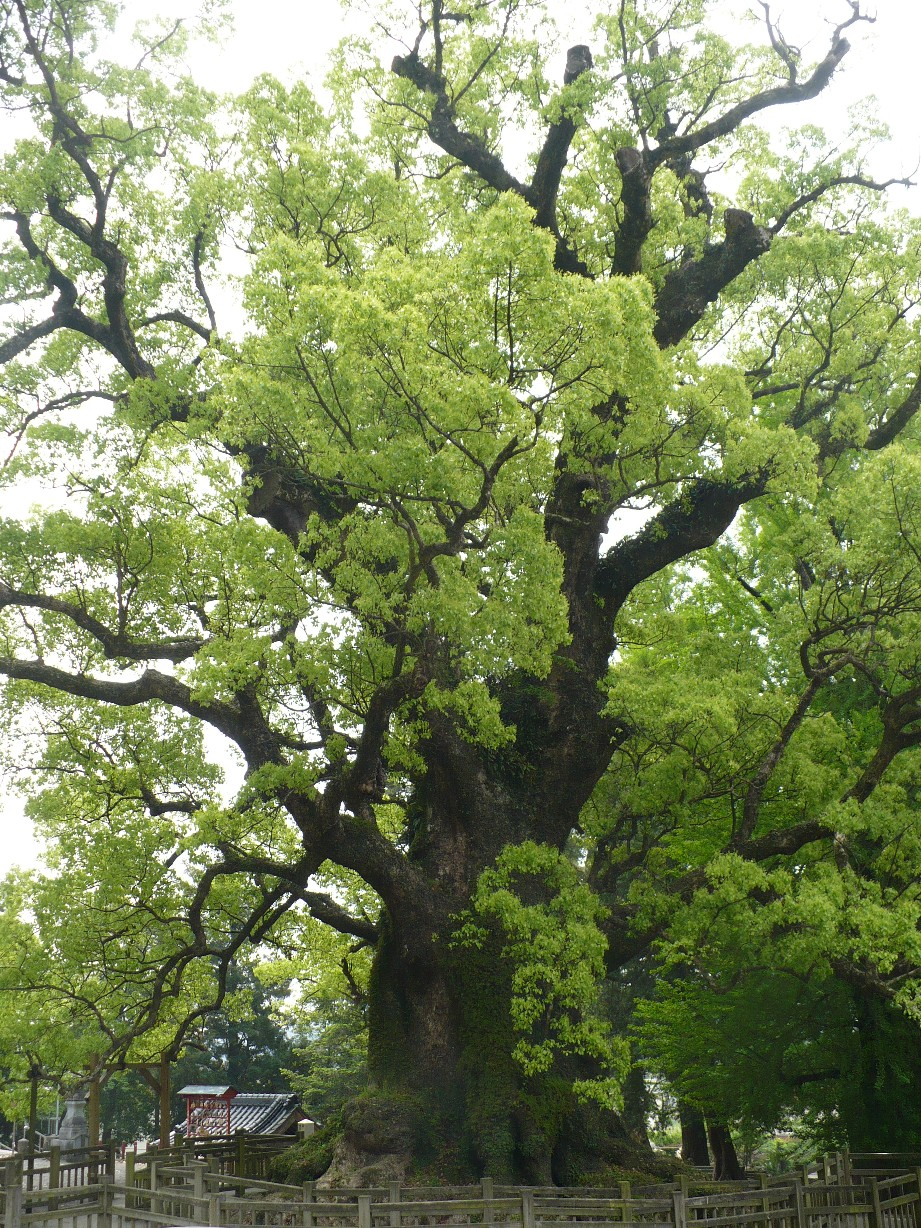
Cinnamomum camphora
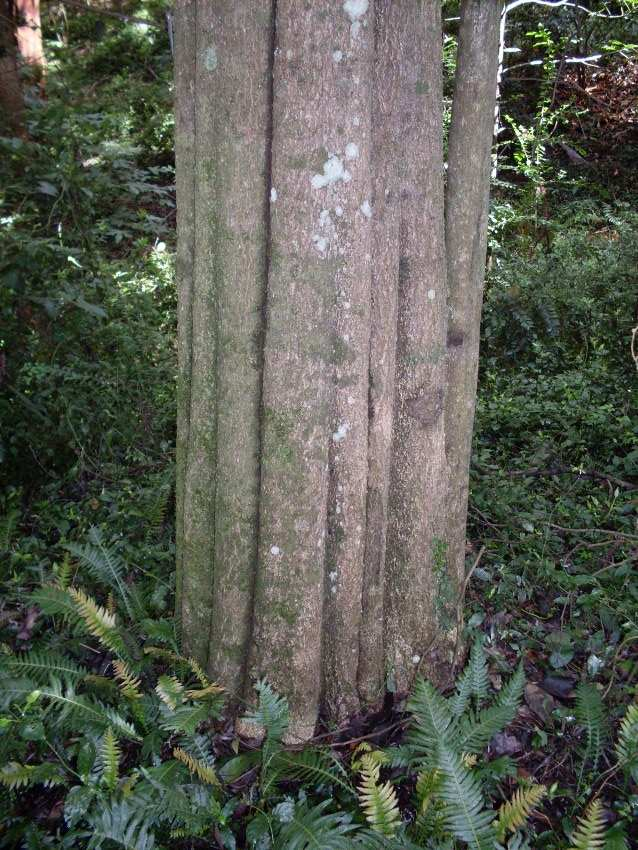
Cryptocarya microneura
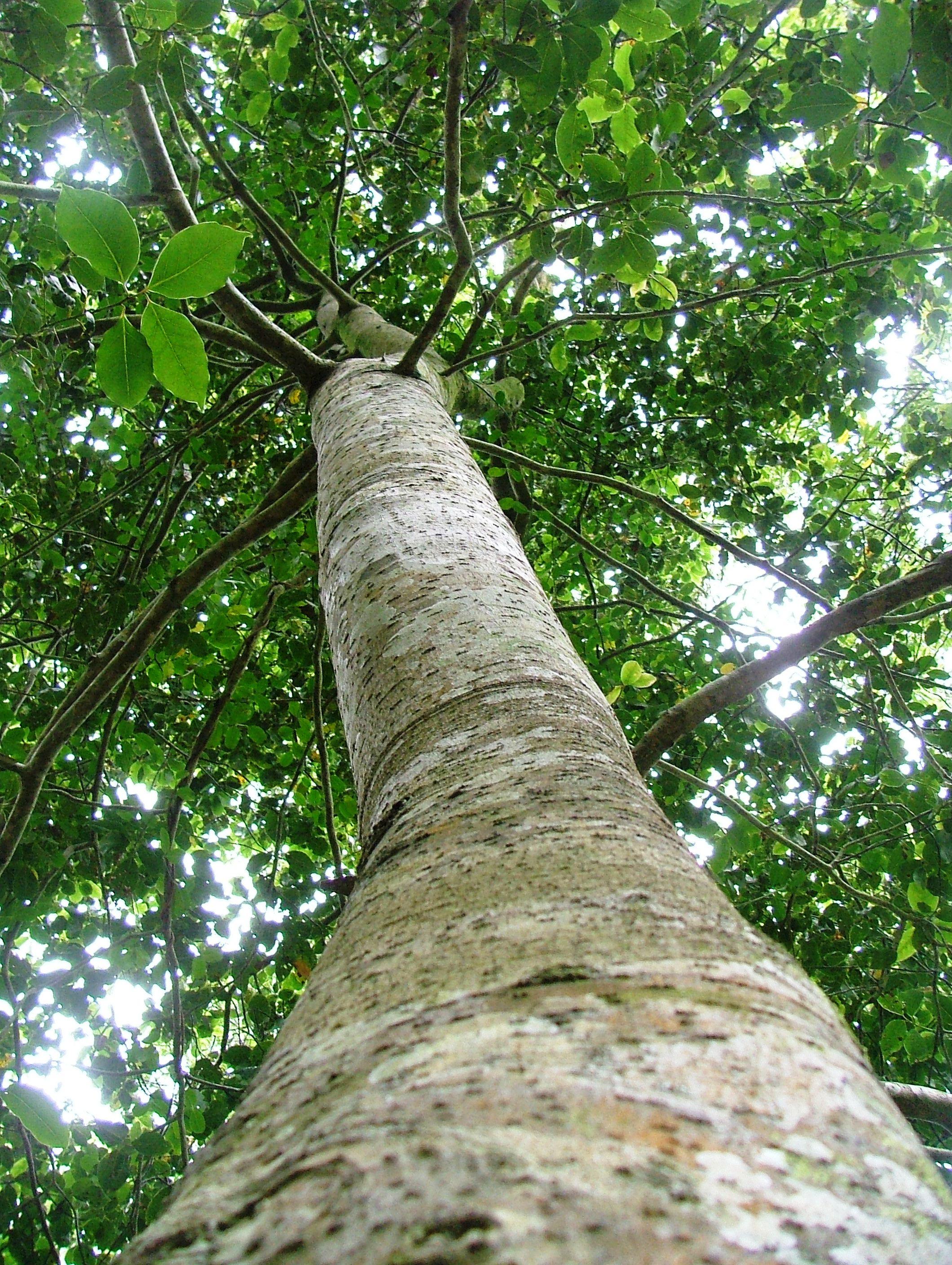
Ocotea bullata